# Mikhaïl Tchoumakov
Mikhaïl Petrovitch Tchoumakov (en russe : Михаил Петрович Чумаков) (14 novembre 1909 – 11 juin 1993) est un microbiologiste soviétique et un virologue connu pour son rôle dans la découverte du virus de l'encéphalite à tiques et pour l’organisation de tests cliniques à grande échelle qui ont conduit à la licence du vaccin vivant atténué contre la poliomyélite développé par Albert Sabin.

## Biographie
Mikhaïl Tchoumakov est diplômé en 1931 de l’École de médecine de Université d'État de Moscou. En 1937, il participe à une expédition scientifique dans la région du Khabarovsk dans Extrême-Orient russe dirigée par le professeur Lev Zilber. Lui et ses collègues découvrent l’étiologie de la nouvelle maladie neurologique transmissible appelée encéphalite à tiques et isole le virus de la méningo-encéphalite à tiques qui en est la cause. Il est accidentellement infecté par ce virus et développe l’encéphalite qui provoque chez lui la perte permanente de l'ouïe et la paralysie du bras droit. Pour cette découverte, il est décoré par le Prix Staline de première classe en sciences et Technologie en 1941.
En 1944, Mikhaïl Tchoumakov devient un des membres fondateurs de la nouvellement créée Académie des sciences médicales d'URSS (ru). À partir de 1940, il organise de multiples expéditions médicales en Sibérie et autres régions de l’Union soviétique pour étudier les épidémies provoquées par les nouveaux virus. Parmi les virus découverts et étudiés par Mikhail Tchoumakov sont les virus de la fièvre hémorragique d'Omsk et de la fièvre hémorragique du Kemerovo, le virus de fièvre hémorragique à syndrome rénal, le virus de la fièvre Congo-Crimée et bien d’autres.
À partir de 1950, il devient directeur de l’Institut Ivanovski de virologie à Moscou. En 1955, il organise un nouvel institut de recherche dans la banlieue de Moscou pour travailler sur des vaccins contre la poliomyélite. Son travail sur les vaccins contre la poliomyélite est effectué en étroite collaboration avec des scientifiques américains comme Jonas Salk et Albert Sabin. En 1958-1959, il organise la première production massive et les tests cliniques du vaccin contre la poliomyélite (VVACP) créé à partir de virus vivants atténuées développés par Albert Sabin. Cela fait de l’Union soviétique le premier pays à produire, breveter et largement utiliser ce vaccin très efficace qui a pratiquement éliminé la poliomyélite du pays après seulement quelques années d'utilisation. Pour ces travaux il est récompensé par le Prix Lenine en Sciences et Technologie en 1963. Le vaccin produit par l’Institut de Mikhaïl Tchoumakov est exporté dans plus de 60 pays et fut primordial dans l'éradication des grandes épidémies de poliomyélite en Europe Orientale et au Japon. Le succès des recherches cliniques russes fut décisif pour la licence VVACP aux États-Unis en 1962, et le vaccin est devenu essentiel dans la campagne d'éradication de la poliomyélite au niveau mondial.
Mikhaïl Tchoumakov a aussi créé un nombre important d’autres vaccins humains et à usage vétérinaire, comme le vaccin inactivé contre l'encéphalite à tiques et le vaccin contre la maladie de Carré qui est largement utilisé pour protéger les animaux domestiques.
Mikhaïl Tchoumakov a publié plus de 960 articles scientifiques, articles de vulgarisation et livres.

## Distinctions
M. P. Tchoumakov a reçu le titre de docteur honoris causa de l'Académie allemande des sciences Leopoldina en Allemagne et est devenu membre honoraire de l’Académie hongroise des sciences. Il était aussi membre honorifique de sociétés médicales et académiques de plusieurs autres pays.

## Hommages
Après la mort de M. P. Tchoumakov, l’Institut qu’il avait fondé a reçu son nom et s’appelle ainsi Institut de poliomyélite et encéphalites virales M. P. Tchoumakov (ru) de l’Académie des sciences médicales de Russie. L’astéroïde de la ceinture d'astéroïdes principale découverte par Lioudmila Karatchkina a été nommé (5465) Chumakov en son honneur.